# 딘 로리
딘 로리(Dean Lorey, 1967년 11월 17일 ~ )는 미국의 작가, 소설가, 각본가, 배우, 텔레비전 감독이다.
코니어스에서 태어났다.

## 방송
- 틸 데스 시즌4
- 못말리는 패밀리 시즌 3
- 마이 와이프 앤 키즈 시즌 5
- 마이 와이프 앤 키즈 시즌 4
- 마이 와이프 앤 키즈 시즌 3

## 영화
- 애니멀 크래커 (2017년)
- 어레스티드 디벨롭먼트 (2003년)
- 마이 와이프 앤 키즈 (2001년)
- 쫄병 길들이기 (1995년)
- 쟈니와 미씨 (1993년)
- 라스트 프라이데이 (1993년)